# Nils Eekhoff
Nils Eekhoff (23 de janeiro de 1998) é um ciclista neerlandês, membro da equipa Team dsm-firmenich PostNL

## Palmarés
2017
- Paris-Roubaix sub-23

2018
- 1 etapa do Istrian Spring Trophy

2019
- 1 etapa do Tour de Bretanha
- Tour de Overijssel[2]
- 1 etapa da Carreira da Paz sub-23

2023
- 1 etapa ZLM Tour

Episodio na carreira: 27 de setembro de 2019
holandês é desclassificado título Mundial Sub 23 sendo o italiano vencedor, Nils Eekhoff foi o primeiro a cruzar a meta, mas UCI analisou imagens da corrida e o desclassificou por meio fundo; camisa arco-íris passou para Samuele Batistella.
O holandês Nils Eekhoff foi o primeiro a cruzar a meta em Harrogate, sexta-feira (26 de setembro), no sprint com mais seis ciclistas, na disputa de estrada da Sub 23 do Campeonato Mundial de Ciclismo mas, uma hora após o término da corrida, depois de analisar as imagens da prova, a UCI (União Ciclística Internacional) informou que ele estava desclassificado por ter feito meio fundo e se agarrar ao  carro de apoio na parte inicial da corrida com 187 km de percurso. A decisão foi considerada polêmica e ciclistas do World Tour criticaram a desclassificação nas redes socais. A UCI apontou a regra 2.12.007, art. 4.7, que estabelece que o ciclista deve ser desclassificado quando “se aproveitar do fluxo de deslizamento de um veículo (por algum tempo)” para sua decisão. Nas imagens, Eekhoff é visto no vácuo do carro e, depois, segurando no veículo para conseguir voltar ao pelotão após uma queda.